# Île Saint George (Bermudes)
Pour les articles homonymes, voir Île Saint George.
 Île Saint George (en anglais : Saint George's Island) est l'une des six principales îles des Bermudes, dépendant en grande partie de la paroisse Saint George, hormis la ville de Saint George's, qui possède le statut de municipalité indépendante.
Sa superficie est de 2,8 km2.
C'est la partie des Bermudes la plus anciennement colonisée comme en témoigne la présence de fortifications. L'île est reliée à l'île principale Grande Bermude par un pont via l'Île Saint David.